# Koszmosz–656
A Koszmosz–656 (oroszul: Космос–656)  a szovjet Koszmosz műhold-sorozata tagja, technológiai műhold. A szabványos rendszerben épített, szkafanderes, Szojuz űrhajó (7K-T) átalakított változatának kísérleti repülése.

## Küldetés
Gyakorolták az automatikus irányítást, a manőverező képességet (stabilitás, helyzetmeghatározás, pályaváltoztatás). Sikeres dokkolást hajtott végre a Szaljut–2 űrállomással.

## Jellemzői
Központi tervező iroda CKBEM <= Центральное конструкторское бюро экспериментального машиностроения (ЦКБЕМ)> (OKB-1 <= ОКБ-1>, most OAO RKK Energiya im. SP Korolev <= ОАО РКК Энергия им. С. П. Королёва>). Az űrhajót kis átalakítással emberes programra, teherszállításra és mentésre (leszállásra) tervezték.
1974. május 27-éna Bajkonuri űrrepülőtér indítóállomásról egy Szojuz hordozórakétával (11A511U) juttatták Föld körüli, közeli pályára. Az orbitális egység pályája 89,7 perces, 51,6 fokos hajlásszögű, az elliptikus pálya perigeuma 194 kilométer, apogeuma 354 kilométer volt. Hasznos tömege 6570 kilogramm. Összesen 2 napot és 28 percet töltött a világűrben. A napelemszárnyak a megnövelt teljesítményű akkumulátorokkal együtt szolgáltatták az energiát. Az űrhajó napelemek nélkül, kémiai akkumulátorokkal 14 napos program végrehajtására volt alkalmas.
Május 29-én földi parancsra belépett a légkörbe és hagyományos módon – ejtőernyős leereszkedés –  visszatért a Földre.